# Cristo na Cruz (Rembrandt)
Cristo na Cruz é uma pintura a óleo sobre tela de 1631 de Rembrandt, atualmente na Église Saint-Vincent, na cidade francesa de Le Mas-d'Agenais, Lot-et-Garonne.